# Lieutenant (grade militaire)
Pour les articles homonymes, voir Lieutenant.

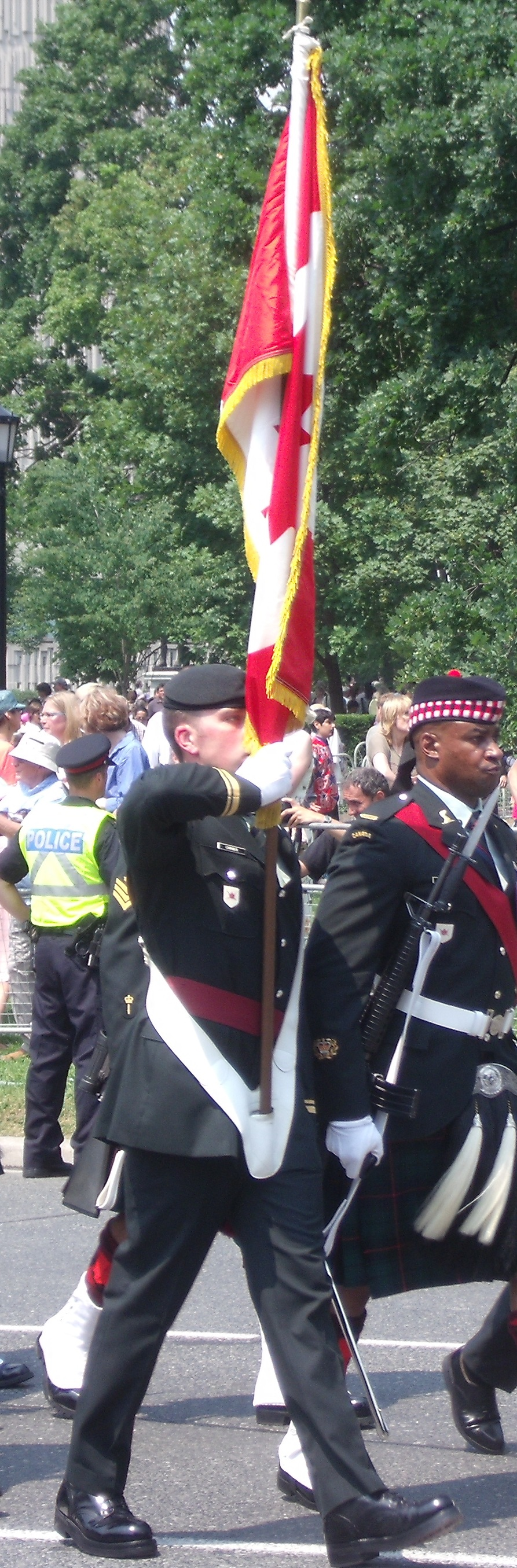
Un lieutenant de l'Armée canadienne portant le drapeau canadien durant une parade

Lieutenant est un grade militaire d'officier subalterne. Le terme signifie littéralement « qui tient lieu de » et désigne historiquement des représentants du pouvoir souverain.
Dans la plupart des armées existent aussi des grades de sous-lieutenant, de lieutenant-colonel et de lieutenant général. Ce grade est également utilisé dans les services de police ou de pompiers de certains pays comme la France et le Maroc. On retrouve aussi souvent dans les marines militaires le grade de lieutenant de vaisseau. On trouve sous l'Ancien Régime français des lieutenants généraux, qui étaient des représentants du Roi dans les provinces. Le Royaume du Canada connaît encore cette acception : le Roi est représentée dans les provinces fédérées par un lieutenant-gouverneur.

## Armée de terre et de l'air

### Belgique
Dans les forces armées belges, le grade de lieutenant est le second des grades d'officiers. Il est supérieur au grade de sous-lieutenant et inférieur au grade de capitaine (et capitaine-commandant).
Son insigne est constitué de deux molettes d'éperon héraldique de teinte dorée (Composante Terre) ou deux galons (armée de l'air et services de santé).
L'équivalent dans la Marine belge est l'enseigne de vaisseau
|       |     |          |  |        |
| Terre | Air | Médicale |  | Marine |

On s'adresse au lieutenant et à l'enseigne de vaisseau en disant « lieutenant ».
Au sein de la cavalerie, un sous-lieutenant y est traditionnellement désigné comme « lieutenant » et un lieutenant comme « premier lieutenant ».

### Brésil
Au Brésil, le grade de Primeiro Tenente est le second des grades d'officiers, au-dessus du grade de Segundo Tenente et en dessous de celui de Capitão.
|                            |                            |                    |
| Armée de terre brésilienne | Force aérienne brésilienne | Marine brésilienne |

On s'adresse à lui en disant Tenente.

### Canada
Dans l'Armée canadienne et l'Aviation royale du Canada des Forces canadiennes, le lieutenant est le second grade d'officier commissionné. Il est précédé par celui de sous-lieutenant et suivi par celui de capitaine. Habituellement, le lieutenant est promu capitaine après deux ans de service au grade de lieutenant. Dans l'Armée canadienne, l'insigne du lieutenant est deux étoiles et dans l'Aviation royale du Canada, une bande mince au-dessus d'une bande large. Son équivalent dans la Marine royale canadienne est le grade d'enseigne de vaisseau de première classe.
Dans l'Armée canadienne, le lieutenant commande normalement un peloton ou une troupe. En général, il est considéré comme l'égal des capitaines à la seule différence qu'il possède moins d'expérience.
| Précédé par Sous-lieutenant | Lieutenant | Suivi par Capitaine |

### États-Unis
Il existe deux grades de lieutenant : second lieutenant, avec comme insigne un galon doré, et first lieutenant, avec comme insigne un galon argenté.

### France
En France, le grade de lieutenant correspond au deuxième grade des officiers subalternes, entre celui de sous-lieutenant et celui de capitaine. Son insigne est composé de deux galons : .
Dans la Marine nationale, il correspond au grade d'enseigne de vaisseau de 1re classe.

### Luxembourg
Il existe deux grades de lieutenant : premier lieutenant et lieutenant. Après la réussite des 3 premières années du cycle de formation, l'aspirant peut porter le grade de lieutenant titulaire et les insignes d'un lieutenant.

### Royaume-Uni
Le grade de lieutenant est le second des officiers. Son insigne est composé de deux stars, dits "pips".

### Grades de l'Armée de terre traduisibles par «lieutenant»
- Allemagne : deux grades de lieutenant : Leutnant et Oberleutnant.
- Bulgarie : deux grades de lieutenant : лейтенант et старши лейтенант.
- Danemark : trois grades de lieutenant : Løjtnant (seulement de réserve), Flyverløjtnant, Premierløjtnant, les trois premiers grades d'officier
- Espagne : Teniente, second grade d'officier.
- Estonie : Leitnant, second grade d'officier
- Israël : Seguen, second grade d'officier.
- Italie : Tenente, second grade d'officier
- Norvège : Løytnant, second grade d'officier
- Pays-Bas : deux grades de lieutenant : eerste luitenant et tweede luitenant, les deux premiers grades d'officier.
- Portugal : tenente, second grade d'officier
- Roumanie : locotenent, second grade d'officier
- Suisse : deux grades de lieutenant : lieutenant (Leutnant en allemand) et premier-lieutenant (Oberleutnant en allemand).

## Marine

### Canada
Il existe le grade de lieutenant de vaisseau dans la Marine royale canadienne qui est l'équivalent du grade de capitaine dans l'Armée canadienne et l'Aviation royale du Canada.

### États-Unis
Il existe deux grades de lieutenant dans l’US Navy : lieutenant, équivalent du lieutenant de vaisseau français, et Lieutenant (junior grade), équivalent de l’enseigne de vaisseau de première classe. De plus il existe le grade de lieutenant commander, équivalent du capitaine de corvette.

### France
Le grade est « enseigne de vaisseau de 1re classe » ; « lieutenant » est l'appellation.
Il ne faut pas le confondre avec le grade de lieutenant de vaisseau qui correspond à capitaine dans les autres armes : armée de terre, armée de l'air, gendarmerie.

### Royaume-Uni
Le grade de lieutenant est l’équivalent du lieutenant de vaisseau français. Il existe également un grade de lieutenant commander, équivalent du capitaine de corvette.

### Grades de la Marine traduisibles par «lieutenant»
- Allemagne : deux grades de lieutenant : Leutnant zur See (« lieutenant à la mer » / enseigne de vaisseau de première classe) et Oberleutnant zur See (« premier lieutenant à la mer » / lieutenant de vaisseau). Il existe également deux grades d'officier supérieur : Kapitänleutnant (« lieutenant-capitaine ») et Stabskapitänleutnant (« lieutenant-capitaine d'état-major » / sans équivalent français).
- Brésil : deux grades de lieutenant : primeiro-tenente (« premier lieutenant » / enseigne de vaisseau de première classe) et segundo-tenente (« second lieutenant » / enseigne de vaisseau de seconde classe). Il existe également le grade de capitão-tenente (« capitaine-lieutenant » / lieutenant de vaisseau).
- Pays-Bas : quatre grades de lieutenant : Luitenant ter zee der 1re klasse (« lieutenant à la mer de première classe »), Luitenant ter zee der 2e klasse oudste categorie (« lieutenant à la mer de deuxième classe hors rang » / lieutenant de vaisseau), Luitenant ter zee der 2e klasse (« Lieutenant à la mer de deuxième classe » / enseigne de vaisseau de première classe) et Luitenant ter zee der 3e klasse (« Lieutenant à la mer de troisième classe » / enseigne de vaisseau de deuxième classe). Il existe également le grade de Kapitein-Luitenant ter zee (« capitaine-lieutenant à la mer »).
- Portugal : deux grades de lieutenant : primeiro-tenente (« premier lieutenant » /  lieutenant de vaisseau) et segundo-tenente (« second lieutenant » / enseigne de vaisseau de première classe). Il y a aussi les grades de capitão-tenente (« capitaine-lieutenant ») et de subtenente (« sous-lieutenant » / enseigne de vaisseau de seconde classe non issu de l'École navale).